# Hassan Ali Khaire
Hassan Ali Khaire (nacido el 15 de abril de 1968) es un político somalí, primer ministro de Somalia de febrero de 2017 a julio de 2020. El 25 de julio de 2020 fue destituido por el parlamento y fue sucedido por Mahdi Mohammed Gulaid.

## Carrera política
Anteriormente se había desempeñado como un ejecutivo de la compañía británica Soma Oil and Gas, dedicada a la exploración de petróleo y gas en Somalia. Al ser parte del clan Hawiye su nombramiento fue visto como un balance con el presidente Abdullahi Mohamed, que es miembro del clan Darod.
Khaire tiene además la ciudadanía noruega. Trabajó como maestro de escuela primaria en Noruega y entre 2011 y 2014 fue el jefe regional del Consejo de Refugiados de Noruega en el Cuerno de África. En 2012, sufrió un ataque por un grupo armado en la frontera entre Somalia y Kenia.
El 25 de julio de 2020 fue destituido por el parlamento en una moción de censura presentada tras los enfrentamientos con el presidente Mohamed Abdullahi Farmajo sobre la fecha y modelo de las próximas elecciones.  170 diputados votaron a favor de su destitución y 8 en contra, sin abstenciones. Khaire y varios líderes regionales era partidario tanto a atrasar las elecciones al año 2022 como a aceptar el cambio a la elección por sufragio electoral, como anhela Farmajo.